# Johann von Flandern
Johann von Flandern († 14. Oktober 1292 Burg Anhève bei Namur) war von 1280 bis 1282 Bischof von Metz und von 1282 bis 1292 Bischof von Lüttich.

## Leben
Johann entstammte dem aus der Champagne kommenden Adelsgeschlecht Dampierre. Seine Eltern waren Graf Guido I. von Flandern und Mathilde van Béthune. Das Studium der Rechte in Paris schloss er mit der Promotion zum Dr. decr. ab. Er war Domherr in Metz, Propst von Saint-Pierre in Lille und Saint-Donatien in Brügge. Am 2. Januar 1280 ernannte ihn Papst Nikolaus III. zum Bischof von Metz. 1282 wurde er von Martin IV. nach Lüttich versetzt. 1284 einigte er sich mit dem Herzog von Brabant im Alde Caerte über das Kondominat in Maastricht. Mit den Lütticher Bürgern kam es 1285 zum Streit über die fermeté, eine Verbrauchssteuer. Der Bischof musste mit dem Klerus nach Huy flüchten und verhängte das Interdikt über die Stadt. Der Konflikt wurde durch Vermittlung Herzogs Johanns I. von Brabant am 7. August 1287 im paix des clercs beigelegt. Im Limburger Erbfolgestreit stand er auf der Seite seines 1288 in der Schlacht von Worringen siegreichen Schwagers Johann I. von Brabant. Im November 1289 wurde er während der Jagd gefangen genommen und erst nach fünf Monaten gegen Zahlung eines Lösegelds freigelassen. Die Regierung über das Hochstift wurde während dieser Zeit von seinem Vater Guido von Flandern ausgeübt. Im Jahr 1291 belagerte die Limburger Ritterschaft die Burg Mont Cornillon in Lüttich. Johann starb am 14. Oktober 1292 auf der Burg Enhaive in der Nähe von Namur und dort wurde er in der Kirche der Abtei Flines bestattet. Nach seinem Tod konnte sich das Lütticher Domkapitel nicht auf einen Nachfolger einigen: Der Papst verweigerte den beiden gewählten Kandidaten Guido von Avesnes und Wilhelm von Berthout die Anerkennung. Guido wurde jedoch vom Kölner Erzbischof geweiht und von König Adolf von Nassau investiert.
Die Sedisvakanz wurde erst 1296 mit der Ernennung Hugos von Chalon beendet.